# Schienenverkehr auf Mauritius

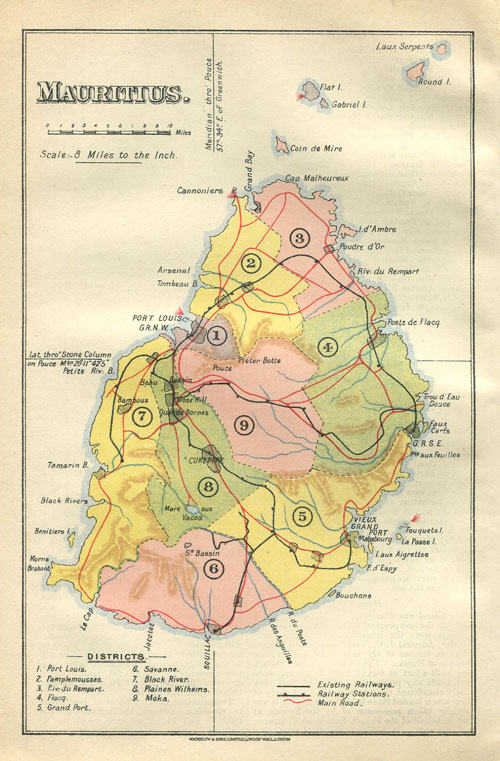
Karte von 1910, Eisenbahnstrecken in Schwarz

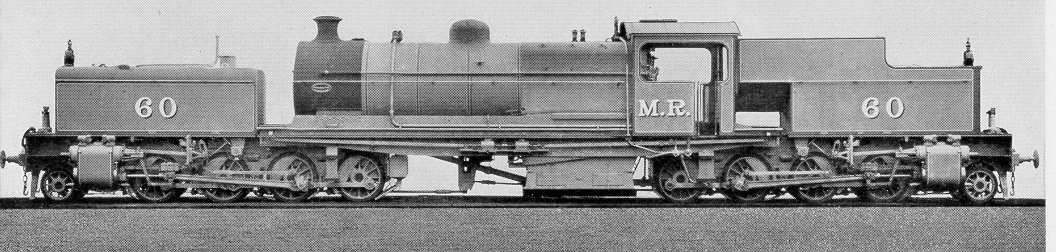
Werksfoto von 1927 von Beyer-Peacock: Garrattlokomotive Nr. 60

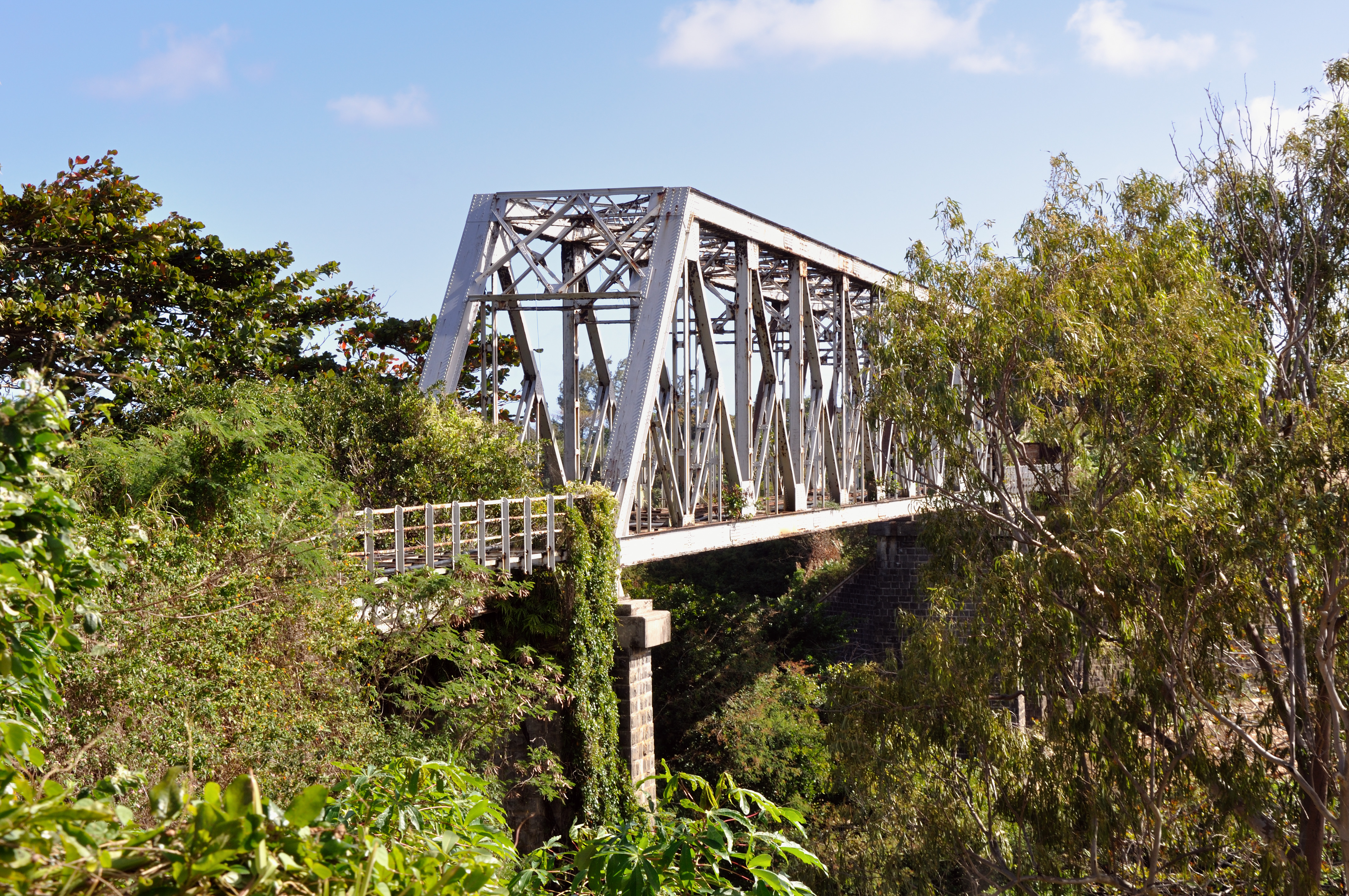
Ehemalige Eisenbahnbrücke bei L’Escalier (2009)

Schienenverkehr auf Mauritius bestand von 1864 bis 1964. Während dieser Zeit betrieb die staatliche Mauritius Government Railway ein normalspuriges Streckennetz mit zwei Haupt- und vier Nebenlinien. Die Eisenbahn war ein Schlüsselfaktor für die wirtschaftliche Entwicklung der Insel. Wegen anhaltender fehlender Rentabilität wurde das Streckennetz jedoch nach einem Jahrhundert stillgelegt. Seit 2020 besteht der Metro Express, eine moderne Stadtbahn.

## Geschichte

### Vorgeschichte
1845 wurde in der Presse angekündigt, dass sich eine Aktiengesellschaft mit dem Namen Mauritius Railway Company und dem Ziel gegründet habe, eine Eisenbahn zwischen den Städten Port Louis und Mahébourg zu errichten. Zum Bahnbau kam es jedoch zunächst nicht. 1856 wurden entsprechende Pläne wieder aufgenommen, führten jedoch erneut zu keinem Ergebnis. 1858/59 beauftragte die britische Kolonialverwaltung schließlich eine Machbarkeitsstudie, die sich dafür aussprach, auf der Insel ein Eisenbahnnetz zu errichten.

### Bahnbau
1862 begann der Bau der Mauritius Government Railway (MGR). Ihre Strecken wurden in Normalspur errichtet. Die erste Strecke führte von der Hauptstadt Port Louis an der Westseite der Insel entlang der Nordküste auf deren Ostseite. Sie nahm in einem ersten Abschnitt den Betrieb 1864 auf. Folgende Strecken wurden durch die MGR errichtet:
- Port Louis – Terre Rouge – Rivière Sèche – Grande Rivière Sud-Est (49,9 km)
  - Terre Rouge – Montagne Longue (5,6 km)
- Port Louis – Richelieu – Rose Hill – Rose Belle – Mahébourg (59,9 km)
  - Richelieu – Tamarin (20,8 km)
  - Rose Hill – Rivière Sèche (41,4 km)
  - Rose Belle – Soulliac (17,2 km)

Weiter betrieb die MGR von 1878 bis 1905 eine Luftseilbahn in Soulliac.
Darüber hinaus wurden für Plantagen und Sägewerke eine Reihe von Schmalspurbahnen in zahlreichen unterschiedlichen Spurweiten errichtet, darunter 1000 mm (?), 950 mm, 946 mm, 940 mm, 930 mm, 925 mm, 920 mm, 914 mm, 838 mm, 813 mm, 810 mm, 805 mm, 800 mm, 775 mm, 770 mm, 762 mm, 750 mm und 600 mm. Außerdem existierte eine Einschienenbahn für den Abtransport von Holz im Wald von Kanaka.

### Betrieb
Auf dem Höhepunkt des Betriebes besaß die MGR an Fahrzeugen 52 Dampflokomotiven, einschließlich sechs Garratt-Lokomotiven von Beyer-Peacock, 200 Reisezugwagen und 750 Güterwagen. Bereits während des Zweiten Weltkriegs war der Personenverkehr von 1939 bis 1942/43 auf einigen Strecken eingestellt worden, wurde dann wieder aufgenommen, um 1963 aber endgültig eingestellt zu werden. Genau hundert Jahre nach Inbetriebnahme der ersten Bahnstrecke wurde der Eisenbahnverkehr auf Mauritius 1964 insgesamt aufgegeben.

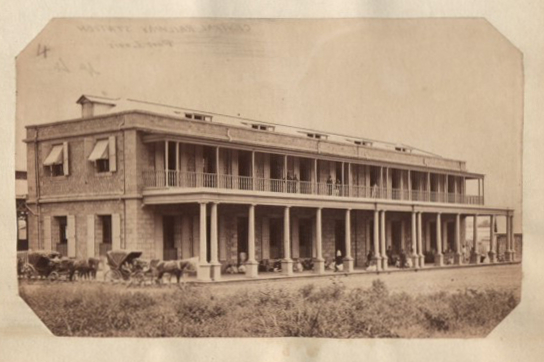
Bahnhof Port Louis
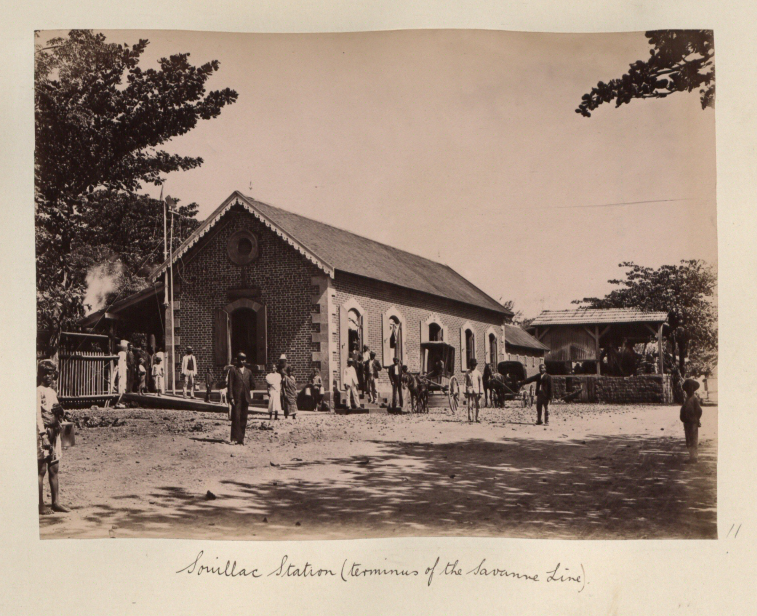
Bahnhof Souillac
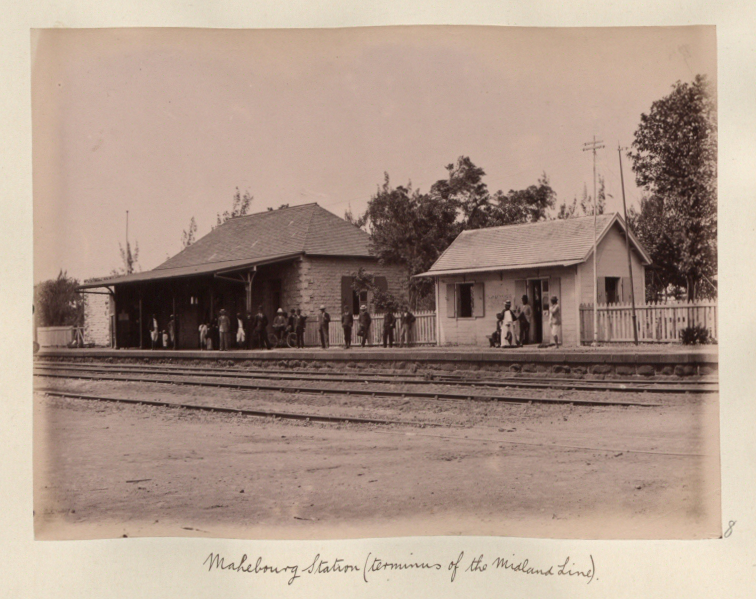
Bahnhof Mahébourg

## Streckennetz der MGR
| Streckenlänge: | 49,9 km              |                                |                                |
| Spurweite: | 1435 mm (Normalspur) |                                |                                |
| |                      |                                |                                |
| \| \| 0 \| Port Louis \| Port Louis \| \| \| \| Anschluss Hafen \| \| \| \| 1,9 \| Albion Docks \| Albion Docks \| \| \| \| Anschluss Hafen \| \| \| \| 2,8 \| Roche Bois \| Roche Bois \| \| \| 4,9 \| Riche Terre \| Riche Terre \| \| \| 6,20 \| Terre Rouge \| Terre Rouge \| \| \| \| \| \| \| \| 1,0 \| La Croix \| La Croix \| \| \| 3,8 \| Notre Dame \| Notre Dame \| \| \| 4,7 \| Montagne Longue alter Bahnhof \| Montagne Longue alter Bahnhof \| \| \| 5,6 \| Montagne Longue neuer Bahnhof \| Montagne Longue neuer Bahnhof \| \| \| 7,4 \| Bois Marchand \| Bois Marchand \| \| \| 10,1 \| Calebasses Halt \| Calebasses Halt \| \| \| 12,0 \| Pampelmousses \| Pampelmousses \| \| \| 14,1 \| Mont Rocher \| Mont Rocher \| \| \| 16,8 \| Mapou \| Mapou \| \| \| \| Anschluss Labourdonnais \| \| \| \| \| Anschluss Esperance \| \| \| \| 20,2 \| Poudre d’Or \| Poudre d’Or \| \| \| 24,9 \| Rivière de Rempart \| Rivière de Rempart \| \| \| \| Anschluss Mon Loisir \| \| \| \| 27,7 \| Gaud Halt \| Gaud Halt \| \| \| \| Durand \| \| \| \| 31,5 \| Bras d’Eau \| Bras d’Eau \| \| \| 34,3 \| Flacq \| Flacq \| \| \| 37,4 \| Argy \| Argy \| \| \| 39,9 \| Isidore Rose \| Isidore Rose \| \| \| 44,2 \| Quatre Cocos \| Quatre Cocos \| \| \| 45,9 \| Rivière Sèche \| Rivière Sèche \| \| \| \| nach Port Louis über Richelieu \| \| \| \| 48,3 \| Beau Champ \| Beau Champ \| \| \| 49,9 \| Grande Rivière Sud-Est \| Grande Rivière Sud-Est \| |                      |                                |                                |
| Bahnhof (Strecke außer Betrieb) | 0                    | Port Louis                     | Port Louis                     |
| Abzweig geradeaus und von rechts (Strecke außer Betrieb) |                      | Anschluss Hafen                | Anschluss Hafen                |
| Bahnhof (Strecke außer Betrieb) | 1,9                  | Albion Docks                   | Albion Docks                   |
| Abzweig geradeaus und von rechts (Strecke außer Betrieb) |                      | Anschluss Hafen                | Anschluss Hafen                |
| Bahnhof (Strecke außer Betrieb) | 2,8                  | Roche Bois                     | Roche Bois                     |
| Bahnhof (Strecke außer Betrieb) | 4,9                  | Riche Terre                    | Riche Terre                    |
| Bahnhof (Strecke außer Betrieb) | 6,20                 | Terre Rouge                    | Terre Rouge                    |
| Strecke von links (außer Betrieb) · Abzweig geradeaus und nach rechts (Strecke außer Betrieb) |                      |                                |                                |
| Bahnhof (Strecke außer Betrieb) · Strecke (außer Betrieb) | 1,0                  | La Croix                       | La Croix                       |
| Bahnhof (Strecke außer Betrieb) · Strecke (außer Betrieb) | 3,8                  | Notre Dame                     | Notre Dame                     |
| Bahnhof (Strecke außer Betrieb) · Strecke (außer Betrieb) | 4,7                  | Montagne Longue alter Bahnhof  | Montagne Longue alter Bahnhof  |
| Kopfbahnhof Streckenende (Strecke außer Betrieb) · Strecke (außer Betrieb) | 5,6                  | Montagne Longue neuer Bahnhof  | Montagne Longue neuer Bahnhof  |
| Bahnhof (Strecke außer Betrieb) | 7,4                  | Bois Marchand                  | Bois Marchand                  |
| Bahnhof (Strecke außer Betrieb) | 10,1                 | Calebasses Halt                | Calebasses Halt                |
| Bahnhof (Strecke außer Betrieb) | 12,0                 | Pampelmousses                  | Pampelmousses                  |
| Bahnhof (Strecke außer Betrieb) | 14,1                 | Mont Rocher                    | Mont Rocher                    |
| Bahnhof (Strecke außer Betrieb) | 16,8                 | Mapou                          | Mapou                          |
| Abzweig geradeaus und nach links (Strecke außer Betrieb) |                      | Anschluss Labourdonnais        | Anschluss Labourdonnais        |
| Abzweig geradeaus und nach links (Strecke außer Betrieb) |                      | Anschluss Esperance            | Anschluss Esperance            |
| Bahnhof (Strecke außer Betrieb) | 20,2                 | Poudre d’Or                    | Poudre d’Or                    |
| Bahnhof (Strecke außer Betrieb) | 24,9                 | Rivière de Rempart             | Rivière de Rempart             |
| Abzweig geradeaus und nach rechts (Strecke außer Betrieb) |                      | Anschluss Mon Loisir           | Anschluss Mon Loisir           |
| Bahnhof (Strecke außer Betrieb) | 27,7                 | Gaud Halt                      | Gaud Halt                      |
| Bahnhof (Strecke außer Betrieb) |                      | Durand                         | Durand                         |
| Bahnhof (Strecke außer Betrieb) | 31,5                 | Bras d’Eau                     | Bras d’Eau                     |
| Bahnhof (Strecke außer Betrieb) | 34,3                 | Flacq                          | Flacq                          |
| Bahnhof (Strecke außer Betrieb) | 37,4                 | Argy                           | Argy                           |
| Bahnhof (Strecke außer Betrieb) | 39,9                 | Isidore Rose                   | Isidore Rose                   |
| Bahnhof (Strecke außer Betrieb) | 44,2                 | Quatre Cocos                   | Quatre Cocos                   |
| Bahnhof (Strecke außer Betrieb) | 45,9                 | Rivière Sèche                  | Rivière Sèche                  |
| Abzweig geradeaus und nach rechts (Strecke außer Betrieb) |                      | nach Port Louis über Richelieu | nach Port Louis über Richelieu |
| Bahnhof (Strecke außer Betrieb) | 48,3                 | Beau Champ                     | Beau Champ                     |
| Kopfbahnhof Streckenende (Strecke außer Betrieb) | 49,9                 | Grande Rivière Sud-Est         | Grande Rivière Sud-Est         |

| Streckenlänge: | 60,2 km              |                                   |                                   |
| Spurweite: | 1435 mm (Normalspur) |                                   |                                   |
| |                      |                                   |                                   |
| \| \| 0 \| Port Louis \| Port Louis \| \| \| 0,8 \| Cassis Road \| Cassis Road \| \| \| 1,5 \| Belle Village \| Belle Village \| \| \| 2,5 \| Plaine Lauzun \| Plaine Lauzun \| \| \| \| \| \| \| \| 3,2 \| Pailles nach 1914 \| Pailles nach 1914 \| \| \| 4,1 \| Coromandel nach 1914 \| Coromandel nach 1914 \| \| \| \| \| \| \| \| 05,3 \| Richelieu \| Richelieu \| \| \| \| \| \| \| \| 1,5 \| Petit Rivière Road \| Petit Rivière Road \| \| \| 3,2 \| Petit Verger \| Petit Verger \| \| \| 5,9 \| Belle Vue \| Belle Vue \| \| \| 7,4 \| Albion \| Albion \| \| \| 12,9 \| Médine \| Médine \| \| \| 15,9 \| Palmyre \| Palmyre \| \| \| 17,6 \| Clarens \| Clarens \| \| \| 20,8 \| Tamarin \| Tamarin \| \| \| 7,8 \| Petite Rivière \| Petite Rivière \| \| \| 011,6 \| Beau Bassin \| Beau Bassin \| \| \| \| Lunatic Asylum \| \| \| \| 0,7 \| Prisons[1] \| Prisons[1] \| \| \| 13,0 \| Cascade Road \| Cascade Road \| \| \| \| von Rivière Sèche \| \| \| \| 14,1 \| Rose Hill \| Rose Hill \| \| \| 16,9 \| Quatre Bornes \| Quatre Bornes \| \| \| 19,4 \| Phoenix \| Phoenix \| \| \| 20,9 \| Vacoas \| Vacoas \| \| \| \| Anschluss Réunion \| \| \| \| 23,5 \| Floréal \| Floréal \| \| \| 24,7 \| Curepipe Road \| Curepipe Road \| \| \| 25,3 \| Curepipe \| Curepipe \| \| \| 26,3 \| Forrest Side \| Forrest Side \| \| \| 32,0 \| Old Midlands \| Old Midlands \| \| \| 34,1 \| Midlands \| Midlands \| \| \| 39,1 \| Cluny \| Cluny \| \| \| 042,3 \| Rose Belle \| Rose Belle \| \| \| \| \| \| \| \| 6,0 \| Rivière Dragon \| Rivière Dragon \| \| \| 7,0 \| Britannia \| Britannia \| \| \| 10,6 \| Rivière des Anguilles \| Rivière des Anguilles \| \| \| 11,6 \| Rivière des Anguilles Halt \| Rivière des Anguilles Halt \| \| \| 13,2 \| Union Halt \| Union Halt \| \| \| \| Anschluss Terrcine \| \| \| \| 17,2 \| Soulliac \| Soulliac \| \| \| 44,8 \| New Grove \| New Grove \| \| \| 46,5 \| Mare d’Albert \| Mare d’Albert \| \| \| 50,6 \| Union Vale \| Union Vale \| \| \| 53,4 \| Mon Désert \| Mon Désert \| \| \| \| Anschluss Beau Vallon Rochecouste \| \| \| \| 57,9 \| Beau Vallon \| Beau Vallon \| \| \| 59,9 \| Mahébourg \| Mahébourg \| \| \| 60,2 \| Mahébourg Jetty \| Mahébourg Jetty \| |                      |                                   |                                   |
| Bahnhof (Strecke außer Betrieb) | 0                    | Port Louis                        | Port Louis                        |
| Bahnhof (Strecke außer Betrieb) | 0,8                  | Cassis Road                       | Cassis Road                       |
| Bahnhof (Strecke außer Betrieb) | 1,5                  | Belle Village                     | Belle Village                     |
| Bahnhof (Strecke außer Betrieb) | 2,5                  | Plaine Lauzun                     | Plaine Lauzun                     |
| Strecke von links (außer Betrieb) · Abzweig geradeaus und nach rechts (Strecke außer Betrieb) |                      |                                   |                                   |
| Bahnhof (Strecke außer Betrieb) · Strecke (außer Betrieb) | 3,2                  | Pailles nach 1914                 | Pailles nach 1914                 |
| Bahnhof (Strecke außer Betrieb) · Strecke (außer Betrieb) | 4,1                  | Coromandel nach 1914              | Coromandel nach 1914              |
| Strecke nach links (außer Betrieb) · Abzweig geradeaus und von rechts (Strecke außer Betrieb) |                      |                                   |                                   |
| Bahnhof (Strecke außer Betrieb) | 05,3                 | Richelieu                         | Richelieu                         |
| Strecke von links (außer Betrieb) · Abzweig geradeaus und nach rechts (Strecke außer Betrieb) |                      |                                   |                                   |
| Bahnhof (Strecke außer Betrieb) · Strecke (außer Betrieb) | 1,5                  | Petit Rivière Road                | Petit Rivière Road                |
| Bahnhof (Strecke außer Betrieb) · Strecke (außer Betrieb) | 3,2                  | Petit Verger                      | Petit Verger                      |
| Bahnhof (Strecke außer Betrieb) · Strecke (außer Betrieb) | 5,9                  | Belle Vue                         | Belle Vue                         |
| Bahnhof (Strecke außer Betrieb) · Strecke (außer Betrieb) | 7,4                  | Albion                            | Albion                            |
| Bahnhof (Strecke außer Betrieb) · Strecke (außer Betrieb) | 12,9                 | Médine                            | Médine                            |
| Bahnhof (Strecke außer Betrieb) · Strecke (außer Betrieb) | 15,9                 | Palmyre                           | Palmyre                           |
| Bahnhof (Strecke außer Betrieb) · Strecke (außer Betrieb) | 17,6                 | Clarens                           | Clarens                           |
| Kopfbahnhof Streckenende (Strecke außer Betrieb) · Strecke (außer Betrieb) | 20,8                 | Tamarin                           | Tamarin                           |
| Bahnhof (Strecke außer Betrieb) | 7,8                  | Petite Rivière                    | Petite Rivière                    |
| Kopfbahnhof Streckenanfang (Strecke außer Betrieb) · Bahnhof (Strecke außer Betrieb) | 011,6                | Beau Bassin                       | Beau Bassin                       |
| Bahnhof (Strecke außer Betrieb) · Strecke (außer Betrieb) |                      | Lunatic Asylum                    | Lunatic Asylum                    |
| Kopfbahnhof Streckenende (Strecke außer Betrieb) · Strecke (außer Betrieb) | 0,7                  | Prisons                           | Prisons                           |
| Bahnhof (Strecke außer Betrieb) | 13,0                 | Cascade Road                      | Cascade Road                      |
| Abzweig geradeaus und von rechts (Strecke außer Betrieb) |                      | von Rivière Sèche                 | von Rivière Sèche                 |
| Bahnhof (Strecke außer Betrieb) | 14,1                 | Rose Hill                         | Rose Hill                         |
| Bahnhof (Strecke außer Betrieb) | 16,9                 | Quatre Bornes                     | Quatre Bornes                     |
| Bahnhof (Strecke außer Betrieb) | 19,4                 | Phoenix                           | Phoenix                           |
| Bahnhof (Strecke außer Betrieb) | 20,9                 | Vacoas                            | Vacoas                            |
| Abzweig geradeaus und nach rechts (Strecke außer Betrieb) |                      | Anschluss Réunion                 | Anschluss Réunion                 |
| Bahnhof (Strecke außer Betrieb) | 23,5                 | Floréal                           | Floréal                           |
| Bahnhof (Strecke außer Betrieb) | 24,7                 | Curepipe Road                     | Curepipe Road                     |
| Bahnhof (Strecke außer Betrieb) | 25,3                 | Curepipe                          | Curepipe                          |
| Bahnhof (Strecke außer Betrieb) | 26,3                 | Forrest Side                      | Forrest Side                      |
| Bahnhof (Strecke außer Betrieb) | 32,0                 | Old Midlands                      | Old Midlands                      |
| Bahnhof (Strecke außer Betrieb) | 34,1                 | Midlands                          | Midlands                          |
| Bahnhof (Strecke außer Betrieb) | 39,1                 | Cluny                             | Cluny                             |
| Bahnhof (Strecke außer Betrieb) | 042,3                | Rose Belle                        | Rose Belle                        |
| Strecke von links (außer Betrieb) · Abzweig geradeaus und nach rechts (Strecke außer Betrieb) |                      |                                   |                                   |
| Bahnhof (Strecke außer Betrieb) · Strecke (außer Betrieb) | 6,0                  | Rivière Dragon                    | Rivière Dragon                    |
| Bahnhof (Strecke außer Betrieb) · Strecke (außer Betrieb) | 7,0                  | Britannia                         | Britannia                         |
| Bahnhof (Strecke außer Betrieb) · Strecke (außer Betrieb) | 10,6                 | Rivière des Anguilles             | Rivière des Anguilles             |
| Bahnhof (Strecke außer Betrieb) · Strecke (außer Betrieb) | 11,6                 | Rivière des Anguilles Halt        | Rivière des Anguilles Halt        |
| Bahnhof (Strecke außer Betrieb) · Strecke (außer Betrieb) | 13,2                 | Union Halt                        | Union Halt                        |
| Abzweig geradeaus und nach rechts (Strecke außer Betrieb) · Strecke (außer Betrieb) |                      | Anschluss Terrcine                | Anschluss Terrcine                |
| Kopfbahnhof Streckenende (Strecke außer Betrieb) · Strecke (außer Betrieb) | 17,2                 | Soulliac                          | Soulliac                          |
| Bahnhof (Strecke außer Betrieb) | 44,8                 | New Grove                         | New Grove                         |
| Bahnhof (Strecke außer Betrieb) | 46,5                 | Mare d’Albert                     | Mare d’Albert                     |
| Bahnhof (Strecke außer Betrieb) | 50,6                 | Union Vale                        | Union Vale                        |
| Bahnhof (Strecke außer Betrieb) | 53,4                 | Mon Désert                        | Mon Désert                        |
| Abzweig geradeaus und von rechts (Strecke außer Betrieb) |                      | Anschluss Beau Vallon Rochecouste | Anschluss Beau Vallon Rochecouste |
| Bahnhof (Strecke außer Betrieb) | 57,9                 | Beau Vallon                       | Beau Vallon                       |
| Bahnhof (Strecke außer Betrieb) | 59,9                 | Mahébourg                         | Mahébourg                         |
| Kopfbahnhof Streckenende (Strecke außer Betrieb) | 60,2                 | Mahébourg Jetty                   | Mahébourg Jetty                   |

| Streckenlänge: | 41,4 km              |                            |                            |
| Spurweite: | 1435 mm (Normalspur) |                            |                            |
| |                      |                            |                            |
| \| \| \| von Mahébourg \| \| \| \| 0 \| Richelieu \| Richelieu \| \| \| \| nach Port Louis \| \| \| \| 2,9 \| Réduit \| Réduit \| \| \| 4,7 \| Moka \| Moka \| \| \| 7,8 \| Saint-Pierre \| Saint-Pierre \| \| \| 10,1 \| Verdun \| Verdun \| \| \| 11,8 \| Alma \| Alma \| \| \| 14,3 \| Vuillemin \| Vuillemin \| \| \| 15,8 \| Quartier Militaire \| Quartier Militaire \| \| \| 17,5 \| Providence \| Providence \| \| \| 21,3 \| Camp de Masque \| Camp de Masque \| \| \| 24,4 \| Montagne Blanche \| Montagne Blanche \| \| \| 28,2 \| Sebastopol \| Sebastopol \| \| \| 31,9 \| Étoile \| Étoile \| \| \| 33,6 \| Sans Souci \| Sans Souci \| \| \| 35,5 \| Olivia \| Olivia \| \| \| 38,5 \| Bel Air \| Bel Air \| \| \| \| von Grande Rivière Sud-Est \| \| \| \| 41,4 \| Rivière Sèche \| Rivière Sèche \| \| \| \| nach Port Louis \| \| |                      |                            |                            |
| Strecke (außer Betrieb) |                      | von Mahébourg              | von Mahébourg              |
| Bahnhof (Strecke außer Betrieb) | 0                    | Richelieu                  | Richelieu                  |
| Abzweig geradeaus und nach links (Strecke außer Betrieb) |                      | nach Port Louis            | nach Port Louis            |
| Bahnhof (Strecke außer Betrieb) | 2,9                  | Réduit                     | Réduit                     |
| Bahnhof (Strecke außer Betrieb) | 4,7                  | Moka                       | Moka                       |
| Bahnhof (Strecke außer Betrieb) | 7,8                  | Saint-Pierre               | Saint-Pierre               |
| Bahnhof (Strecke außer Betrieb) | 10,1                 | Verdun                     | Verdun                     |
| Bahnhof (Strecke außer Betrieb) | 11,8                 | Alma                       | Alma                       |
| Bahnhof (Strecke außer Betrieb) | 14,3                 | Vuillemin                  | Vuillemin                  |
| Bahnhof (Strecke außer Betrieb) | 15,8                 | Quartier Militaire         | Quartier Militaire         |
| Bahnhof (Strecke außer Betrieb) | 17,5                 | Providence                 | Providence                 |
| Bahnhof (Strecke außer Betrieb) | 21,3                 | Camp de Masque             | Camp de Masque             |
| Bahnhof (Strecke außer Betrieb) | 24,4                 | Montagne Blanche           | Montagne Blanche           |
| Bahnhof (Strecke außer Betrieb) | 28,2                 | Sebastopol                 | Sebastopol                 |
| Bahnhof (Strecke außer Betrieb) | 31,9                 | Étoile                     | Étoile                     |
| Bahnhof (Strecke außer Betrieb) | 33,6                 | Sans Souci                 | Sans Souci                 |
| Bahnhof (Strecke außer Betrieb) | 35,5                 | Olivia                     | Olivia                     |
| Bahnhof (Strecke außer Betrieb) | 38,5                 | Bel Air                    | Bel Air                    |
| Abzweig geradeaus und von links (Strecke außer Betrieb) |                      | von Grande Rivière Sud-Est | von Grande Rivière Sud-Est |
| Bahnhof (Strecke außer Betrieb) | 41,4                 | Rivière Sèche              | Rivière Sèche              |
| Strecke (außer Betrieb) |                      | nach Port Louis            | nach Port Louis            |

## Metro Express

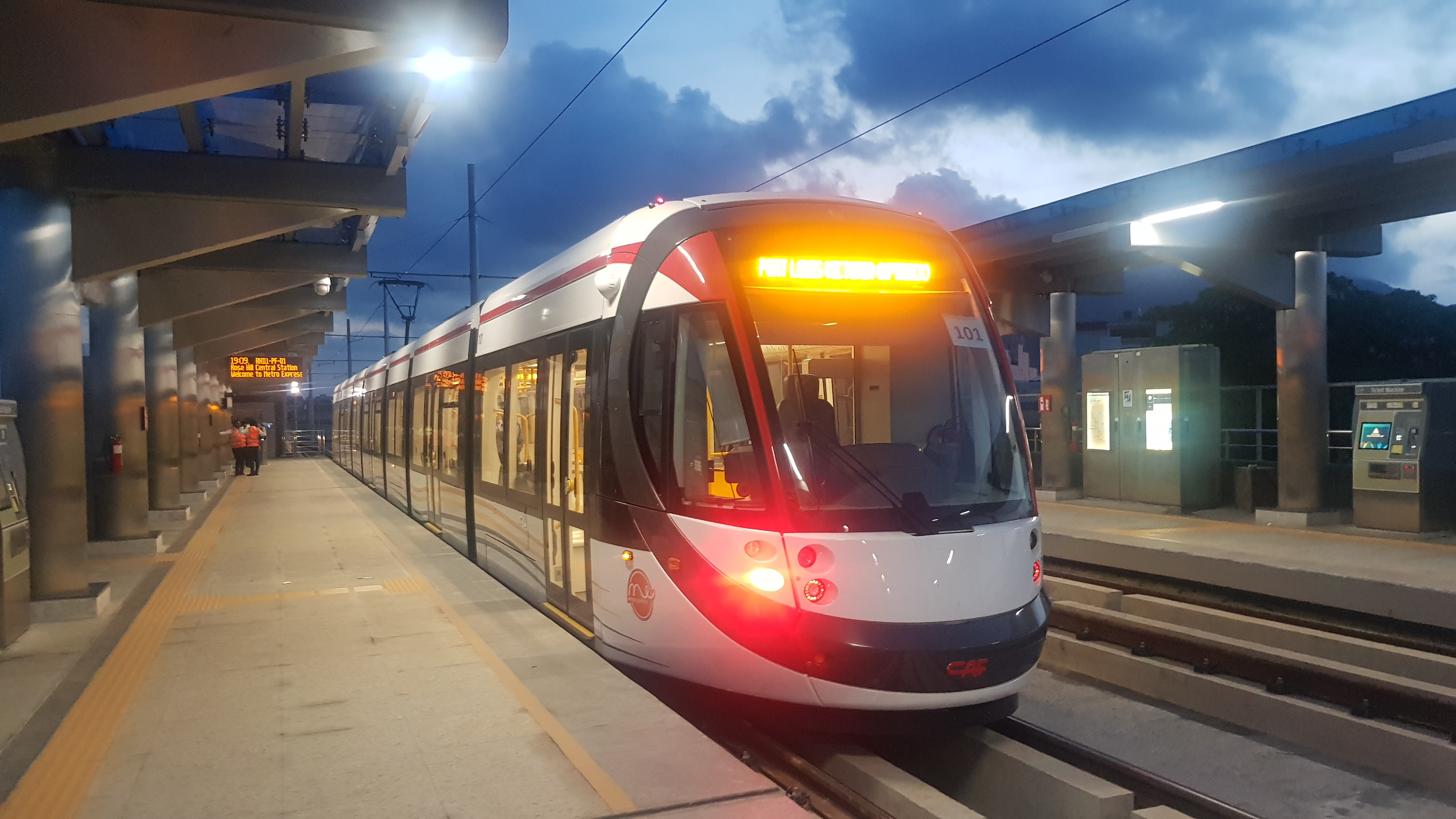
Metro Express in der Rose Hill Central Station

Fünf Jahrzehnte nach der Stilllegung der Eisenbahn beschloss die Regierung von Mauritius den Bau einer modernen Stadtbahn, um den dicht besiedelten Ballungsraum zwischen Port Louis und Curepipe vom stark zunehmenden motorisierten Individualverkehr zu entlasten. Im Endausbau soll die Strecke 26 km lang sein und 19 Haltestellen bedienen; sie folgt zum Teil der Trasse der früheren Eisenbahn. Der Bau der Infrastruktur des Metro Express begann im September 2017 unter der Leitung des indischen Unternehmens Larsen & Toubro. Der erste Abschnitt von 13 km Länge zwischen Port Louis und Rose Hill wurde am 10. Januar 2020 eröffnet. Zum Einsatz kommen 18 vom spanischen Unternehmen Construcciones y Auxiliar de Ferrocarriles gefertigte Stadtbahnzüge des Typs CAF Urbos 3. Die Inbetriebnahme der zweiten Etappe nach Curepipe ist im September 2021 vorgesehen, die Gesamtlänge wird 25,95 km betragen.